# Ahmad Al Maktoum
Szejk Ahmad bin Mohammad bin Hasher Al Maktoum (ur. 31 grudnia 1963 w Dubaju) – strzelec ze Zjednoczonych Emiratów Arabskich, mistrz olimpijski z Aten w podwójnym trapie, jedyny w historii złoty medalista olimpijski reprezentujący ZEA.
Karierę sportową w strzelectwie rozpoczął w wieku 34 lat, wcześniej był mistrzem kraju w squashu.
Trzykrotnie uczestniczył w igrzyskach olimpijskich w trapie i podwójnym trapie. Najlepiej zaprezentował się w Atenach, gdzie oprócz złota zajął też 4. miejsce.

## Wyniki na igrzyskach olimpijskich
| Wyniki        | Wyniki              | Wyniki                | Wyniki              |
| Rok           | 2000                | 2004                  | 2008                |
| ------------- | ------------------- | --------------------- | ------------------- |
| Trap          | 18. miejsce 111 pkt | 4. miejsce 121+23 pkt | 30. miejsce 110 pkt |
| Podwójny trap | 23. miejsce 120 pkt | 1. miejsce 144+45 pkt | 7. miejsce 136 pkt  |